# Al-Nebras – Die Leuchte
Al-Nebras – Die Leuchte ist ein iranischer Spielfilm, der aus schiitischer Perspektive aus dem Leben des ersten Imams der islamischen Glaubensströmung Schiiten ʿAlī ibn Abī Tālib erzählt.
Der Film behandelt bedeutende Ereignisse der islamischen Frühzeit wie die Hidschra (622 n. Chr.), die Grabenschlacht (627 n. Chr.), den Feldzug von Chaibar (628 n. Chr.), die Wahl von ʿUthmān ibn ʿAffān zum dritten Kalifen (644 n. Chr.) und die Schlacht von Siffin im Jahr 657 n. Chr. während des ersten muslimischen Bürgerkriegs.

## Handlung
644 n. Chr., 12 Jahre nach dem Tod des Propheten Mohammed. Nach dem gewaltsamen Ableben des Kalifen ʿUmar ibn al-Chattāb setzt sich ein Kreis aus sechs politisch einflussreichen Führern der Muslime zusammen, um unter sich den neuen Kalifen des islamischen Reiches zu wählen. Einer der Sechs ist ʿAlī ibn Abī Tālib, der Cousin und Schwager Mohammeds, der mit Argumenten und Verweisen auf seine Verdienste in der Vergangenheit für die islamische Gemeinschaft und seine Abstammung für seine Wahl zum Kalifen wirbt. Der Film zeigt die von Ali angesprochenen Ereignisse in Rückblende:
Bei der Flucht der ersten Muslime aus Mekka verteidigt Ali seine spätere Gattin, die Prophetentochter Fatima, gegen die Soldaten der Mekkaner. Beim Grabenkrieg, der Verteidigung Medinas gegen ein von den heidnischen Mekkanern herangeführtes Heer, besiegt Ali den gegnerischen Feldherrn Amr ibn ʿAbd Wudd im Kampf. In der Schlacht von Chaibar tötet Ali zwei Führer der Juden von Chaibar im Kampf und sorgt schließlich für den Fall der von den Muslimen belagerten Festung. Nach der großen Pilgerfahrt nach Mekka machen die Muslime auf dem Rückweg nach Medina beim Brunnen von Chum Halt, wo Mohammed seinen Schwiegersohn Ali zu seinem Nachfolger erklärt.
Es folgt ein Zeitsprung in die Gegenwart, wobei die Ereignisse der letztlichen Nichtwahl von Ali zugunsten der beiden vorherigen Kalifen Abu Bakr und ʿUmar ibn al-Chattāb nicht gezeigt werden. Letztlich unterliegt Ali auch seinem Kontrahenten ʿUthmān ibn ʿAffān in der nun folgenden Wahl.
Es folgt ein weiterer Zeitsprung ins Jahr 657 n. Chr., als sich die muslimische Welt bereits in einem Bürgerkrieg befindet. Der Film endet mit Alis Zug nach Siffin, wo er – inzwischen Kalif – sich seinem Herausforderer Muawiya stellen will.

## Hintergrund
Der Film verzichtet auf eine Motivzeichnung der politischen muslimischen Gegner Alis und eine negative Charakterdarstellung, wie sie im schiitischen Islam häufig gegenüber Alis Gegnern und den ersten drei Kalifen Abū Bakr, ʿUmar ibn al-Chattāb und ʿUthmān ibn ʿAffān erfolgt. Statt ihre Interessen und Motive gegen die Alis auszuspielen, erfolgt lediglich die Wiedergabe von Alis Argumenten, worum er es verdient hat, die Gemeinschaft der Muslime anzuführen. Alis wesentliche Gründe sind seine Abstammung und Nähe zum Propheten Mohammed, seine Ehe mit dessen Tochter Fatima, seine Leistungen für den Islam und letztlich die vermeintliche Designation Alis zum Nachfolger Mohammeds. Der Film hat somit keinen konfrontativen Ansatz (gerade vor dem Hintergrund des Konflikts zwischen Sunniten und Schiiten, die sich zum Zeitpunkt der Veröffentlichung auch gewaltsam im Irak entluden), sondern vielmehr einen erklärenden, die eigene Position vortragenden. 